# Liga Națională de hochei 2020-2021
Sezonul Ligii Naționale 2020-2021 a fost al 91-lea sezon al Ligii Naționale de hochei. Liga a constat într-o singură divizie cu șapte echipe. În sezonul regulat s-au disputat meciuri între cele șapte echipe pe sistemul fiecare cu fiecare, etape duble (două acasă, două în deplasare). După încheierea sezonului regulat echipele clasate pe locurile 1 – 4 au promovat în Play-off pe sistemul: 1 – 4 și 2 – 3, 3 meciuri din 5.
Finala mică s-a jucat între echipele învinse, 3 meciuri din 5.
Finala mare s-a jucat între echipele învingătoare, 3 meciuri din 5.
Play-outul s-a jucat între echipele clasate pe locurile 5 – 7, două turnee.
Sezonul regulat a început pe 16 octombrie 2020 și s-a încheiat pe 18 aprilie 2021.

## Echipele sezonului 2020-2021
| Club                         |
| ---------------------------- |
| Corona Brașov                |
| Dunărea Galați               |
| Gyergyoi                     |
| HSC Csíkszereda              |
| Sapientia U23                |
| Sportul Studențesc București |
| Steaua București             |

## Patinoare
| Echipă                              | Patinoarul                     | Oraș           | Capacitate |
| ----------------------------------- | ------------------------------ | -------------- | ---------- |
| Corona Brașov, Steaua București     | Brașov                         | Brașov         | 2,000      |
| Sapientia U23                       | Cârța                          | Sândominic     | 1,000      |
| Dunărea Galați                      | Galați                         | Galați         | 5,000      |
| Gyergyoi                            | Gyergyószentmiklósi Műjégpálya | Gheorgheni     | 1,480      |
| HSC Csíkszereda, Sportul Studențesc | Lajos Vákár                    | Miercurea Ciuc | 4,000      |

## Play-off
|  | Semifinale      | Semifinale      |   |          | Finală         | Finală |  |
|  |                 |                 |   |          |                |        |  |
|  |                 |                 |   |          |                |        |  |
|  | Corona Brașov   | 3               |   |          |                |        |  |
|  | Gyergyoi        | 0               |   |          |                |        |  |
|  |                 |                 |   |          |                |        |  |
|  |                 |                 |   |          |                |        |  |
|  |                 |                 |   |          | Corona Brașov  | 3      |  |
|  |                 | HSC Csíkszereda | 2 |          |                |        |  |
|  |                 |                 |   |          |                |        |  |
|  |                 |                 |   |          |                |        |  |
|  |                 |                 |   |          | Finala mică    |        |  |
|  |                 |                 |   |          |                |        |  |
|  | Dunărea Galați  | 1               |   | Gyergyoi | 0              |        |  |
|  | HSC Csíkszereda | 3               |   |          | Dunărea Galați | 3      |  |

## Finala mare
- Corona Brașov - HSC Csikszereda 2-5, 1-4, 6-5, 3-0, 4-3